# Пандоро
Пандоро је италијански колач, најпопуларнији за време Божића и Нове године. Пандоро традиционално има осмокраки облик а настао је у Верони. Често се посипа шећером у праху са мирисом ваниле, за који се каже да подсећа на снежне врхове Алпа током Божића.
Рецепт се приписује италијанском кувару Доменику Мелегатију.

## Историја
Пандоро се појавио у временима када су људи пекли хлеб и током средњег века хлеб су јели искључиво богаташи, док су обични људи јели црни хлеб. Слатки хлебови били су резервисани за племство. Хлеб обогаћен јајима, маслацем и шећером или медом као заслађивач служио се у дворцима, те је овај колач познат и као „краљевски хлеб” или „златни хлеб”. Тек се од 17. века помињу слатки хлебови. 
Први цитат о слаткишу који је јасно идентификован као пандоро, датира из 18. века. Колач је свакако припадао кухињи венецијанске аристократије. Венеција је била главно тржиште зачина још у 18. веку, као и за шећер који је до тада заменио мед у европским пецивима и хлебу од дизаног теста. Управо у Верони, на венецијанској територији, развијена је и усавршена формула за прављење пандоро, процес који је трајао један век. Модерна историја овог десертног хлеба почела је 30. октобра 1894. године, када је Доменико Мелегати добио патент за поступак који ће се применити у индустријској производњи пандора. Мелегати је 1896. основао компанију Пандоро, која је преживела банкротску кризу 2017. године. 